# Ludwig Keller (Politiker, 1773)
Ludwig Keller (* 1773 in Pirmasens; † 10. April 1853 in Edesheim) war ein deutscher Politiker und Weingutbesitzer.
Keller war während der 1. und 2. Wahlperiode bzw. des 1.–4. Landtags Mitglied der Bayerischen Abgeordnetenkammer. Er vertrat jeweils die Klasse V des Rheinkreises. 1819 trat er für eine Sonderstellung des Rheinkreises im Königreich Bayern ein.